# Stewart Littlefair
Stewart Littlefair, född 9 juli 1946, är en brittisk bågskytt. Han deltog vid olympiska sommarspelen 1976.